# Renault Talisman Concept
La Renault Talisman Concept è una concept car prodotta dalla casa automobilistica francese Renault e presentata al salone dell'automobile di Francoforte nel settembre del 2001.

## Contesto
Ispirata alla Renault Initiale Paris del 1995, la Talisman è stata ideata sotto la direzione di Patrick Le Quément. Le prime bozze risalgono al 2000, quando il progetto era noto internamente con il codice Z12. La meccanica ha origine Infiniti, il marchio di lusso di Nissan, casa automobilistica legata a Renault, che ai tempi non era ancora approdato in Europa. Le sue fiancate hanno ispirato quelle della Mégane II Coupé. Alcune soluzioni, come le forme spigolose del frontale e le prese d'aria a lamelle ai lati dello stemma, sono state riprese da un'altra concept car, la Vel Satis del 1998. Questi elementi si ritrovano anche sull'omonimo modello di serie che Renault ha lanciato nel 2002.

## Stile
La Renault Talisman Concept è una lussuosa coupé sportiva a quattro posti, caratterizzata da linee fluide, muscolose ed eleganti. Una delle sue caratteristiche distintive sono le porte ad ala di gabbiano con una lunghezza di 2450 mm, che permettono di accedere a entrambe le file di sedili grazie anche all'assenza del montante centrale.
Il capo designer Patrick Le Quément ha prestato particolare attenzione agli interni. La concept ha introdotto l'innovativo "Touch Design", enfatizzando una perfetta simbiosi tra uomo e macchina. Questa filosofia di design mirava a creare un ambiente coinvolgente e intuitivo, in cui la forma di ogni elemento suggerisse la propria funzione, invitando gli utenti a interagire in modo naturale.
Il punto focale del cruscotto è un orologio Tag Heuer incorporato nella plancia, mentre quattro strumenti in cristallo sono raggruppati vicino al volante. Un monitor mostrava un'immagine panoramica proveniente da tre telecamere, sostituendo i tradizionali specchi retrovisori. Il sistema di infotainment, fornito da Donnelly, offriva funzioni di controllo accessibili tramite comandi vocali.
I quattro sedili sono montati su telai fissi in plastica rinforzata con fibra di carbonio e rivestiti in pelle rossa. L'altezza dei sedili può essere modificata utilizzando dei cuscini, mentre la posizione del volante e della pedaliera può essere adattata alla statura del conducente tramite regolazioni elettriche.

## Caratteristiche tecniche
La Talisman Concept è alimentata da un potente motore V8 da 4,5 litri e 32 valvole, con una potenza di 269 cavalli a 5600 giri/min e una coppia massima di 394 Nm a 4000 giri/min. Questo motore le permette di raggiungere una velocità massima di 250 km/h, limitata elettronicamente. Veniva utilizzato sulle grandi berline Infiniti Q45, Infiniti M45 e Nissan President, oltre che sulla prima generazione del SUV FX45.
La Talisman è dotata di un cambio automatico a 6 marce con overdrive e cambio a impulsi, che trasmette la potenza alle ruote posteriori. La concept è equipaggiata con pneumatici run-flat Michelin PAX su cerchi in lega di alluminio Montupet da 21 pollici. I freni a disco, con diametro di 380 mm, e le pinze a sei pistoncini contribuiscono alle prestazioni e alla sicurezza del veicolo.